# Liste der Naturdenkmale in Haiterbach
| Naturdenkmale | Anzahl |
| ------------- | ------ |
| FND           | 1      |
| END           | 7      |
| Gesamt        | 8      |

Die Liste der Naturdenkmale in Haiterbach nennt die verordneten Naturdenkmale (ND) der im baden-württembergischen Landkreis Calw liegenden Stadt Haiterbach. In Haiterbach gibt es insgesamt acht als Naturdenkmal geschützte Objekte, davon ein flächenhaftes Naturdenkmal (FND) und sieben Einzelgebilde-Naturdenkmale (END).
Stand: 31. Oktober 2016.

## Flächenhafte Naturdenkmale (FND)
| Name                                            | Bild | Kennung     | Einzelheiten | Position | Fläche Hektar | Datum         |
| ----------------------------------------------- | ---- | ----------- | ------------ | -------- | ------------- | ------------- |
| „Bus“, Laubholzhain um den Schafstall (Nr. 143) | BW   | 82350320009 | Haiterbach   | ⊙        | 3,2           | 29. Okt. 1952 |
| Legende für Naturdenkmal                        |      |             |              |          |               |               |

## Einzelgebilde (END)
| Name                                     | Bild | Kennung     | Einzelheiten | Position | Fläche Hektar | Datum         |
| ---------------------------------------- | ---- | ----------- | ------------ | -------- | ------------- | ------------- |
| Friedenslinde (Nr. 140)                  | BW   | 82350320006 | Haiterbach   | ⊙        | 0,0           | 29. Okt. 1952 |
| Linde am Brechenloch (Nr. 141)           | BW   | 82350320007 | Haiterbach   | ⊙        | 0,0           | 29. Okt. 1952 |
| Linde an der Gähen Steige (Nr. 139)      | BW   | 82350320005 | Haiterbach   | ⊙        | 0,0           | 29. Okt. 1952 |
| Linde (Nr. 137)                          | BW   | 82350320002 | Haiterbach   | ⊙        | 0,0           | 29. Okt. 1952 |
| Zwei Linden (Nr. 72)                     | BW   | 82350320001 | Haiterbach   | ⊙        | 0,0           | 22. Okt. 1949 |
| 2 Linden (Nr. 142)                       | BW   | 82350320008 | Haiterbach   | ⊙        | 0,0           | 29. Okt. 1952 |
| 4 Linden an den Haslochkellern (Nr. 138) | BW   | 82350320004 | Haiterbach   | ⊙        | 0,0           | 29. Okt. 1952 |
| Legende für Naturdenkmal                 |      |             |              |          |               |               |